# Heinrich von Reuschenberg

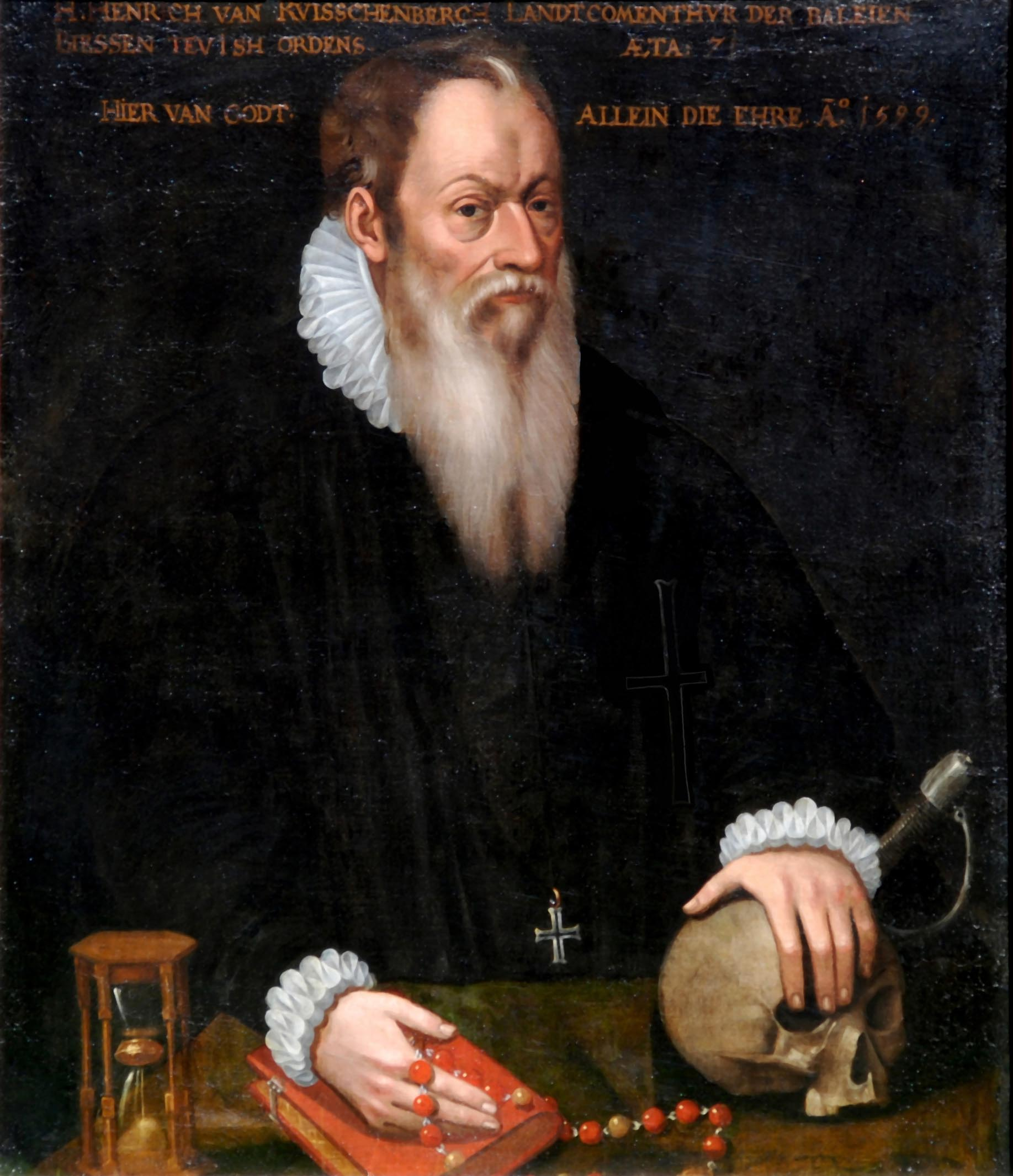
Heinrich von Reuschenberg (1599)

Heinrich von Reuschenberg, vollständiger Name Johann Heinrich von Reuschenberg zu Setterich, (* 1528 vermutlich auf Burg Setterich; † 30. März 1603 in Köln) war Deutschordensritter und setzte als Landkomtur der Ballei Alden Biesen umfangreiche Reformen innerhalb des Ordens durch.

## Leben und Wirken
Heinrich von Reuschenberg stammte aus der Linie Setterich des Adelsgeschlechts von Reuschenberg und wurde als nachgeborener Sohn von Edmund und seiner Frau Philippine von Nesselrode geboren. Wie viele seiner Verwandten seit dem 15. Jahrhundert trat auch er dem Deutschen Orden bei (9. November 1547) und bekleidete in den ersten Jahren seiner Mitgliedschaft das Amt des Kellermeisters in der Maastrichter Kommende Neuenbiesen. Ab 1550 verwaltete er die rheinischen Güter der Ballei Alden Biesen und war von 1551 bis 1572 Komtur der Kommende Ramersdorf bei Bonn. In der Zeit von 1564 bis 1567 betreute er zudem auch die Deutschordenskommende St. Aegidius in Aachen.
Im Jahr 1566 wurde Heinrich zum Stellvertreter des Alden Biesener Landkomturs Johann von Goer ernannt und fungierte von 1569 bis 1591 als Administrator der Siersdorfer Kommende. Dort zeichnete er verantwortlich für den Neubau des maroden Siersdorfer Herrenhauses, der 1578 abgeschlossen wurde. Davon zeugen eine Inschrift und Heinrich von Reuschenbergs Wappenstein (mit der Darstellung seines Familienwappens) über dem Haupteingang des Gebäudes.

Ordenswappen Heinrichs von Reuschenberg

Nach dem Tod Johann von Goers am 24. August 1572 wurde er als dessen Stellvertreter zunächst zum Statthalter Alden Biesens ernannt. Zum Landkomtur wurde er offiziell jedoch erst am 21. Januar 1577 bestellt. Während seiner Amtszeit protegierte er seinen Neffen Edmund von Reuschenberg zu Overbach, den er am 1. Oktober 1586 erst zum Statthalter in Siersdorf ernannte, ehe Edmund am 30. Juni 1591 zum Siersdorfer Komtur bestellt wurde.
Reuschenberg ließ eigene Münzen prägen. Diese waren auf der einen Seite mit seinem Familienwappen und der Inschrift: „SOLI DEO GLORIA 1588“ versehen. Am 26. Februar 1594 kaufte Reuschenberg eine Wasserburg in Blatzheim. Er ließ sie bis 1602 neu errichten und übergab die Kommandeursburg der Kommende Jungen-Biesen. Die Anlage sollte als Sommerresidenz für den Komtur dienen.
Der 75-jährige Heinrich von Reuschenberg starb schließlich am Ostersonntag, dem 30. März 1603 in der Kölner Kommende Jungen-Biesen und wurde an der Kirche des Karmeliterklosters in der Severinstraße beigesetzt. Sein Grabdenkmal war lange Zeit im Haus der Rheinischen Geschichte in Köln zu sehen, ehe es im Zweiten Weltkrieg zerstört wurde.

## Bedeutung
1568 begann der Spanisch-Niederländischer Krieg und beendete die guten wirtschaftlichen Verhältnisse der Ballei. Die wiederholten Zerstörungen der Ordensgüter durch die Kriegsparteien führten zu schweren wirtschaftlichen Einbußen und zwang den Orden zu einer besseren Organisation seiner Verwaltung. Allerdings fehlte es entscheidend an gut ausgebildeten Ordensrittern und -priestern. Reuschenberg wirkte dem entgegen, indem er im Jahr 1572 zwölf Stipendien für die Laurentianer Burse an der Kölner Universität stiftete. In Gemert gründete er eine Lateinschule und versah diese ebenfalls mit zwölf Stipendien. Zudem gründete er im Jahr 1593 die Kommende Jungen-Biesen. Sein größtes Verdienst für den Orden war die Reorganisation der Ballei und die Konsolidierung ihrer Finanzen.